# Battaglia di Chillopampa
La battaglia di Chillopampa fu uno scontro combattuto nel 1531 tra gli uomini di Atahualpa e quelli di Huáscar, nel corso della guerra civile Inca, nei pressi di Chillopampa.

## Storia
In seguito alla morte del Sapa Inca Huayna Cápac, avvenuta nel 1527, il legittimo erede Huáscar si arrabbiò nel vedere il figlio illegittimo, Atahualpa, ereditare la parte settentrionale del vasto Impero Inca e, probabilmente nel 1531, inviò il proprio generale Atoca reclamarne i territori in quanto erede diretto di Manco Cápac. La battaglia di Chillopampa fu il primo degli scontri che li videro opporsi, e vide vincitori gli uomini di Huáscaran grazie alla superiorità tattica ed all'esperienza di Atoc. Atahualpa fu catturato in battaglia ma fuggì per poi affrontare l'esercito del fratellastro nella battaglia di Chimborazo.